# Verschwendung
Als Verschwendung (oder Vergeudung; lateinisch vastum) wird der übermäßige Verbrauch oder die unwirtschaftliche Verwendung von Ressourcen bezeichnet. Gegensatz sind Sparsamkeit und Geiz.

## Etymologie
Das Wort Verschwendung ist die Substantivierung des althochdeutschen Verbs firswenden, firswenten für „verschwinden lassen, aufbrauchen“.

## Allgemeines
Ein Lexikon aus dem Jahre 1862 definierte Verschwendung als die „vernunftwidrige Anwendung, Verprassung des zeitlichen Gutes. Insbesondere verschwendet man sein Geld und Gut im unmäßigen Genuss von Speis und Trank, durch leichtfertige Teilnahme an sinnlichen Vergnügungen und Unterhaltungen, durch einen verhältnismäßig großen Aufwand in Kleidern oder durch einen übertriebenen Luxus in Rücksicht auf die Wohnungen und ihre Einrichtung“.
Verschwendet werden können Arbeit und Kraft oder Wirtschaftsobjekte wie Geld, Güter, Steuern, Vermögen oder die Zeit. In den Wirtschaftswissenschaften wird Verschwendung prominent thematisiert, da sie im Zusammenhang mit dem Wirtschaften steht.

## Geschichte
Im Evangelium nach Markus wird erzählt, nachdem eine Frau in Betanien über Jesus das kostbare Nardenöl ausgoss, „wurden einige unwillig und sprachen untereinander: Was soll diese Vergeudung des Salböls?“ (Mk 14,4 ). Der zwischen 54 und 68 nach Christus regierende römische Kaiser Nero ließ sich Prunkbauten errichten, die eine Rotunde enthielten, welche Tag und Nacht rotierte wie das Weltall. Einer der größten Verschwender jener Zeit war der 69 regierende Vitellius, der seine Kleidung so übermäßig mit Edelsteinen schmückte, dass das Gewicht kaum tragbar war. Sein goldenes Geschirr ließ er nach einer Mahlzeit verschenken.
Auch spätere Adelige, Kaiser und Könige neigten zur Verschwendung. Friedrich I. wurde bereits zu Lebzeiten von seinen Zeitgenossen Verschwendung vorgeworfen. Trotz der sehr hohen Hofhaltungskosten, die 1712 bei einem Staatsbudget von 4 Millionen Taler immerhin 561.000 Taler (22 %) betrugen, war im 18. Jahrhundert die Repräsentation (wozu Feste, Schlösser, Kunstförderung, aber auch die Beschaffung von exotischen Tieren für den sogenannten „Hetzgarten“ gehörten) ein wichtiger Machtfaktor und Statussymbol, mit denen ein König ausdrückte, wie viel Macht er besaß. Eine prägende Forschungsmeinung für die Historie stellte die schriftlichen Äußerungen seines Enkels Friedrich II., eines Vertreters des aufgeklärten Absolutismus, über seinen Großvater dar. So beschrieb dieser in seinem 1750 erschienenen Historienwerk Geschichte meiner Zeit den Großvater als törichten Verschwender.
Ursache des finanziellen Zusammenbruchs des französischen Staatswesens war die ungeheure Staatsverschuldung, die von den Kriegen und der Prunksucht Ludwigs XIV. herrührte, und die sinnlose Verschwendung unter Ludwig XV. mit der schamlosen Bereicherung seiner Maitressen und Günstlinge bis zu 4 Milliarden Livres. Sein Enkel Ludwig XVI. (1774–1792) war zu schwach, um den Missbrauch öffentlicher Gelder am Hofe abzustellen. Seine prachtliebende Gattin Marie Antoinette und seine Brüder (der spätere Ludwig XVIII. und der spätere Karl X) nahmen an der Verschwendung des Hofes teil.
Dem König von Bayern Ludwig II. (1864–1886) wurde Prunksucht nachgesagt. Dessen Kabinettssekretär und Kassierer der Kabinettskasse hielten es für ihre Pflicht, der Neigung zur Verschwendung entgegenzuwirken, was auch auf die Ausgaben des Königs für den befreundeten Richard Wagner zutraf.
Werner Sombart setzte 1913 Luxus mit verschwenderischem Konsum gleich. Aus dem Geist der Verschwendung ist Sombart zufolge der Kapitalismus entstanden. Georges Bataille betrachtete 1933 die Verausgabung (französisch dépense) – die höchste Form der Verschwendung – als nutzlose Zerstörung und totalen Verlust von Ressourcen und Werten; nur der produktive Verbrauch außerhalb der Verschwendung wird als akzeptabel angesehen. Für ihn gehörten zur unproduktiven Verausgabung „Luxus, Trauerzeremonien, Kriege, Kulte, die Errichtung von Prachtbauten, Spiele, Theater, Künste, die perverse (d. h. von der Genitalität losgelöste) Sexualität“.

## Betriebswirtschaftslehre

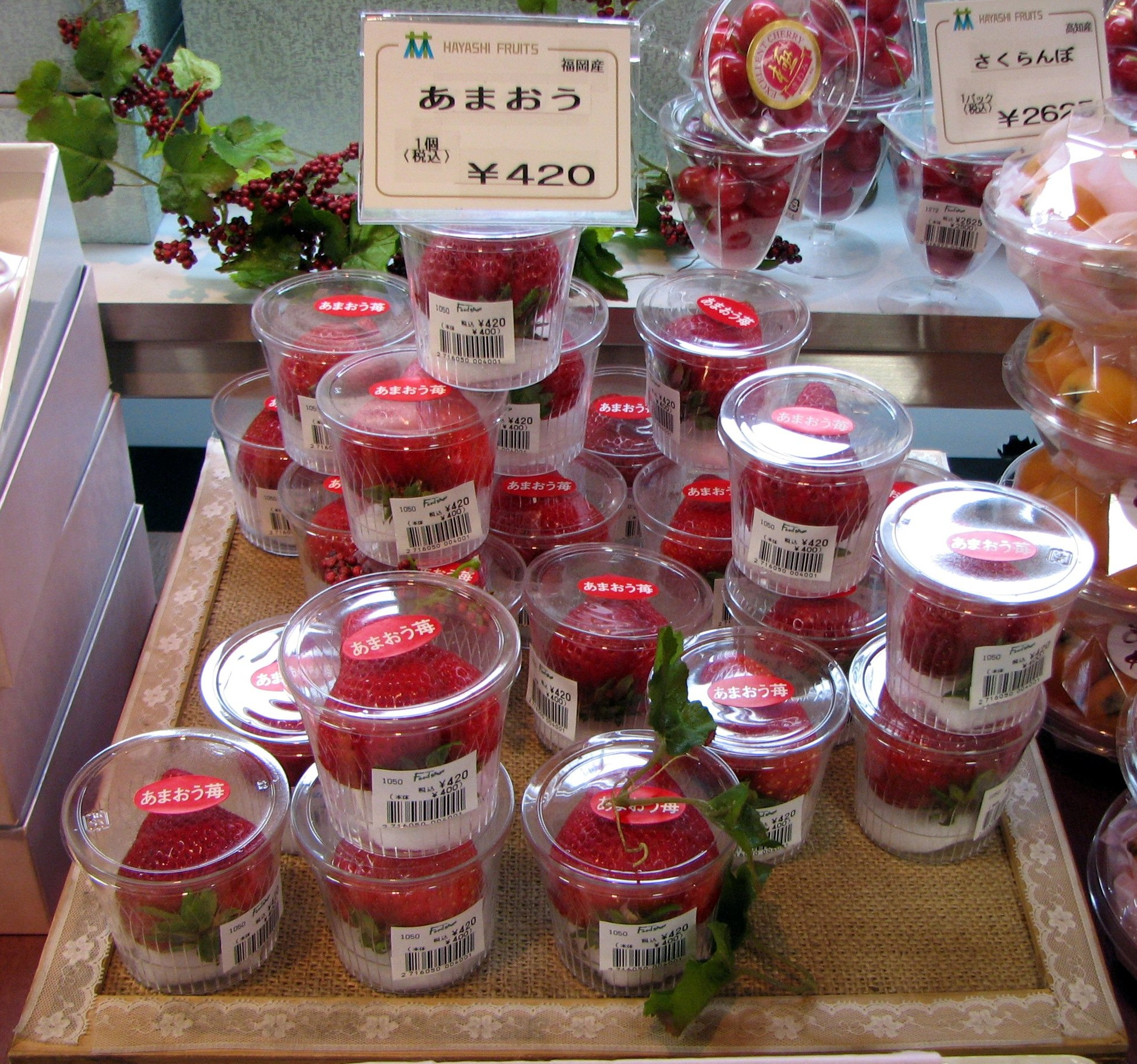
Jede Erdbeere einzeln verpackt: Fragwürdige Verschwendung von Ressourcen

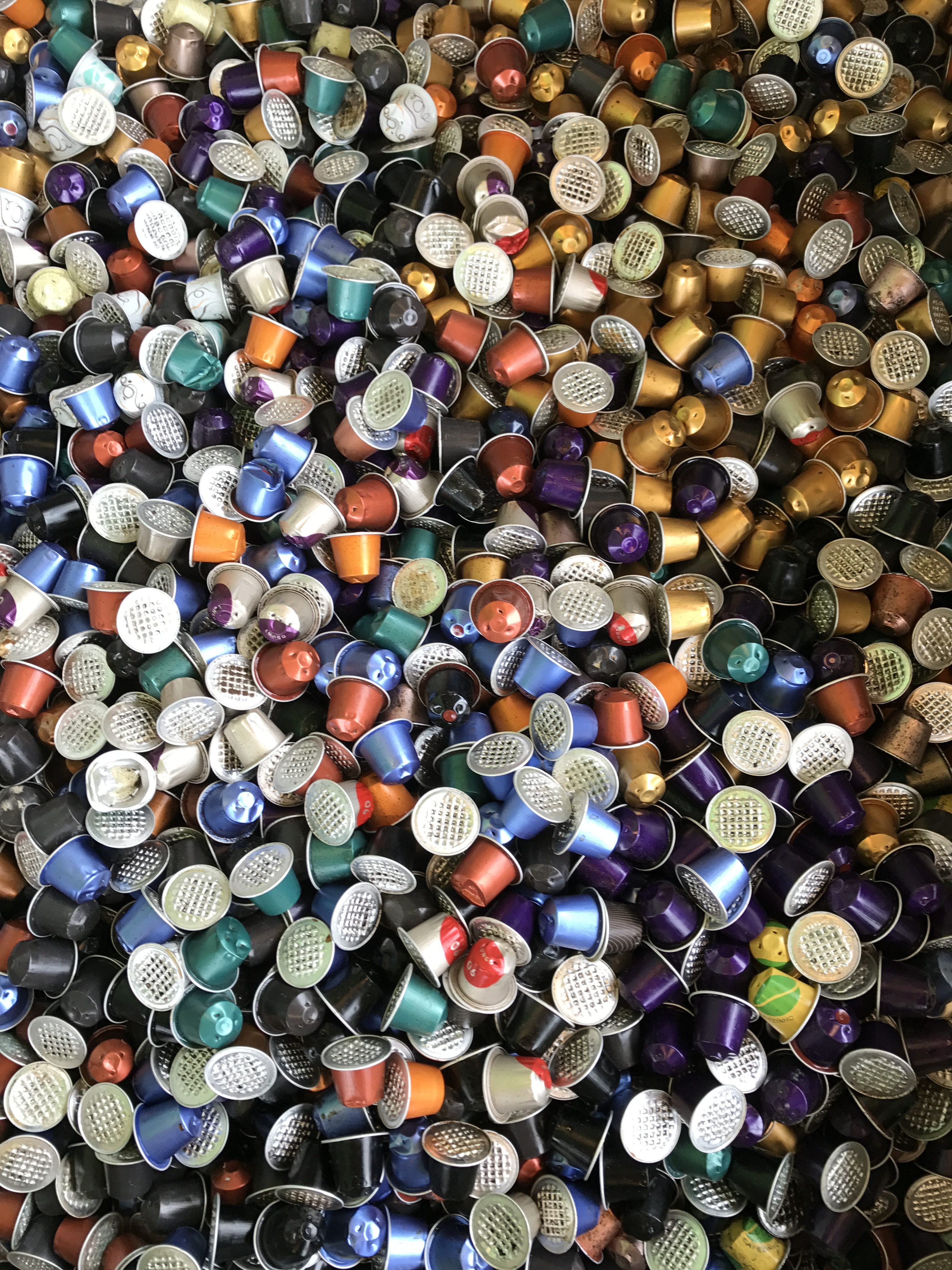
Gebrauchte Kaffeekapseln

Das von Taiichi Ohno 1993 weiterentwickelte Toyota-Produktionssystem zielt darauf ab, die Produktion zu optimieren und Verschwendung jeder Art zu vermeiden. Danach ist Verschwendung (japanisch 無駄 muda) die Gesamtheit aller Tätigkeiten, die den Wert eines Produktes nicht erhöhen und für den Produktionsprozess nicht erforderlich sind.
Für Ohno besteht die gegenwärtige Kapazität {\displaystyle K} eines Unternehmens aus Arbeit {\displaystyle A} und Verschwendung {\displaystyle W}:
{\displaystyle K=A+W}.
Wird die Verschwendung beseitigt, ist die Arbeitskapazität aus ökonomischer Sicht voll produktiv ausgelastet.
Taiichi Ohno zählte sieben Arten der Verschwendung auf:
| Verschwendungsart               | Beschreibung                                                          | Auswirkung                                                                   |
| ------------------------------- | --------------------------------------------------------------------- | ---------------------------------------------------------------------------- |
| Fehlproduktion                  | Produkte und Dienstleistungen entsprechen nicht den Kundenerwartungen | Produktrisiko führt zur Produkthaftung                                       |
| Lagerhaltung                    | überhöhter Lagerbestand                                               | Lagerrisiko mit erhöhten Lagerkosten                                         |
| Transportwesen                  | überlange Transportwege                                               | Transportrisiko mit erhöhten Transportkosten                                 |
| überflüssige Bewegungen         | der Materialfluss ist suboptimal                                      | höhere Durchlaufzeiten                                                       |
| Überkonsum                      | übertriebenes Konsumverhalten der Verbraucher                         | allgemein: Überflussgesellschaft, bei Nahrung und Getränken: Übergewicht     |
| Überproduktion                  | das Absatzvolumen übersteigt die Güternachfrage                       | Angebotsüberhang                                                             |
| ungeeignete Produktionsprozesse | die Kombination von Maschinen, Material und Personal ist suboptimal   | hohes Produktrisiko und damit hohes Absatzrisiko                             |
| unnötige Wartezeiten            | Behinderung des Arbeitsablaufs und Störungen                          | erhöhen die Durchlaufzeiten und Herstellungskosten, Engpässe, Warteschlangen |

Ohno zufolge führt dies zu einer Überlastung von Personal (Arbeitsüberlastung) und Maschinen (japanisch 無理 muri), unausgeglichenen Produktionsprozessen und ungleichmäßiger Auslastung (japanisch mura).
Lean Management ist unter anderem gekennzeichnet durch wenige Hierarchie-Ebenen und das ausgeprägte Bestreben um Vermeidung jeglicher Verschwendung von Sachgütern und Zeit. Was für den Kunden keinen Kundennutzen und damit auch keine Wertschöpfung erbringt, ist Verschwendung. Die Vermeidung von Verschwendung gilt für alle mit „Lean“ (deutsch „schlank“) beginnenden Managementprozesse wie Lean Development, Lean Production oder Lean Startup.
Die Vermeidung der Verschwendung ist neben der kontinuierlichen Verbesserung eines der wichtigsten Gestaltungsprinzipien der Ganzheitlicher Produktionssysteme.

## Energie
Energieverschwendung ist der übermäßige Energieverbrauch durch Wirtschaftssubjekte oder die in der Energieerzeugung und dem Energietransport innewohnenden technisch-physikalischen Mängel. Die Fachliteratur erwähnt folgende Arten der Energieverschwendung:
- Verluste durch die Energiebezugsart: Die Auswahl des falschen Energieträgers oder des falschen Tarifs.
- Umwandlungsverluste in der Industrie zwischen verschiedenen Energieträgern.
- Verteilungsverluste durch Energietransport und Energiespeicherung.
- Verluste durch die Betriebspraxis von Geräten:
  - Überdimensionierung von Betriebsmitteln.
  - Schlechte Fahrweise im Produktionsprozess bei Maschinen, technischen Anlagen oder Fahrzeugen.
  - Der Stand-by-Betrieb verbraucht zwar relativ wenig Energie, ist aber ineffizient.
- Effizienzverluste: Von der bereitgestellten Endenergie kann lediglich ein Teil in Arbeit umgesetzt werden, während der Rest als Abwärme dissipiert.
- Mangelhafte oder fehlende Energierückgewinnung.

Nicht erst hohe Energiekosten in einer Energiekrise dürfen der Anlass für Energieeinsparung sein, sondern vielmehr müssen alle Wirtschaftssubjekte bei ihrem Konsumverhalten stets auch Energieeffizienz zum Ziel haben.

## Lebensmittel
Lebensmittelverschwendung (englisch food waste; dort wortgleich mit der Bezeichnung für „Lebensmittelabfall“) bezeichnet die Beobachtung, dass große Teile der zur menschlichen Ernährung hergestellten Lebens- und Genussmittel nie verbraucht werden, weil sie dem Verderb etwa aufgrund falscher Lagerung oder zu umfangreicher Einkäufe (Überkonsum) unterliegen oder noch nicht verdorbene Lebensmittel beispielsweise aufgrund der Fehlinterpretation von Mindesthaltbarkeitsdaten oder bereits vor dem Verkauf aufgrund eines Überangebots oder Unkonformität vernichtet werden.
Das Problem der Lebensmittelverschwendung tritt insbesondere in Privathaushalten (42 %) am meisten auf, ist aber auch auf allen Fertigungsstufen (39 %), in der Gastronomie (14 %) und in den Liefer- und Absatzketten (5 %) zu finden.

## Ökologie
Verschwendung betrifft in der Ökologie natürliche Ressourcen, die der Übernutzung unterliegen. Zu den natürlichen Ressourcen gehören die weltweite Landfläche, Wasserfläche, der Luftraum und allgemein die Umwelt. Deren Übernutzung stellt eine volkswirtschaftliche Fehlallokation dar.
Untersucht man diese natürlichen Ressourcen, so fällt auf, dass es sich um Allmendegüter handelt; sie alle unterliegen der Tendenz zur Übernutzung. Garrett Hardin erkannte 1968, dass den Wirtschaftssubjekten (Privatpersonen, Unternehmen, Staat nebst seinen Gebietskörperschaften) ein unbeschränkter und (meist) kostenloser Zugang zu diesen Ressourcen möglich ist und sie zur Übernutzung dieser Ressourcen neigen. Die von ihm titulierte Tragik der Allmende besteht darin, dass die Erträge der intensivierten Nutzung privatisiert werden können, während die Kosten sozialisiert werden. Das bedeutet, dass beispielsweise ein Unternehmen durch seine Produktion Gewinne erwirtschaftet, aber die vom Unternehmen emittierten Schadstoffe die Gesundheit schädigen und als Gesundheitskosten der Allgemeinheit angelastet werden.
Die Internalisierung negativer externer Effekte gleicht ökologische Verschwendung aus oder schafft Anreize zur Verhinderung. Werden Unternehmen vom Staat durch Gesetz gezwungen, Grenzwerte durch Androhung einer Geldstrafe einzuhalten und diese Werte werden überschritten, so erhöhen sich für betroffene Unternehmen die Umweltkosten und sinken die Gewinne.

## Volkswirtschaftslehre
Das ökonomische Prinzip fordert alle Wirtschaftssubjekte auf, beim Einsatz von knappen Gütern zur Erfüllung der Ziele eine Verschwendung zu vermeiden. Denn es ist Verschwendung, ein gegebenes Ziel (Unternehmensziel bei Unternehmen, persönliches Ziel bei Privathaushalten oder Staatsziel bei Staaten und Gebietskörperschaften) mit mehr Mitteln als nötig zu erreichen oder mit gegebenen Mitteln weniger zu bewirken als möglich wäre. Werden falsche Ziele gesetzt, so ergibt sich eine Verschwendung in der Setzung und Verfolgung der gesetzten Ziele. Unterliegt die eigene Lebenserwartung einer Fehleinschätzung, so kann dies eine geringere Altersvorsorge zur Folge haben.
Verschwendung wird als Fehlallokation von Mitteln angesehen, denn das gesellschaftliche Maximum ökonomischer Wohlfahrt oder eine pareto-effiziente Allokation lässt keine Verschwendung zu. Somit ist auch die Überversorgung oder Fehlversorgung eine Verschwendung durch fehlerhafte Verteilung. Als staatliche Verteilungspolitik werden alle staatlichen Maßnahmen bezeichnet, welche die Einkommens- und Vermögensverteilung in einer Gesellschaft betreffen und das Staatsziel der Verteilungsgerechtigkeit zum Inhalt haben. Wird hiervon abgewichen, liegt eine Fehlallokation vor.
Georges Bataille leitete 1967 seine „Ökonomie der Verschwendung“ aus einer allgemeinen Theorie der Natur ab. „Der lebende Organismus erhält, dank des Kräftespiels der Energie auf der Erdoberfläche, grundsätzlich mehr Energie, als zur Erhaltung des Lebens notwendig ist. Die überschüssige Energie (der Reichtum) kann zum Wachstum eines Systems (…) verwendet werden“.
Für Michael E. Porter ist jede Umweltbelastung ein Ausdruck von Verschwendung durch unzureichende Technologien oder Managementmethoden.
Nicht jede Verschwendung ist Luxus und nicht jeder Luxus ist Verschwendung. Lässt jemand eine Lampe länger brennen als erforderlich, ist das Verschwendung (von Energie), aber keinesfalls luxuriös. Wer sich Luxusgüter leisten kann, ohne dass dies eine Einschränkung des übrigen Konsums oder der Lebensführung zur Folge hat, lebt nicht verschwenderisch, aber luxuriös.
Recycling hat auch den Zweck, ansonsten verschwendeten Abfall wieder dem Wirtschaftskreislauf zuzuführen.

## Steuern
Steuerverschwendung ist „eine unwirtschaftliche und unsachgemäße Ausgabe öffentlicher Mittel“. Die Verschwendung kann Teil der Staatsinvestitionen oder des Staatskonsums sein. Verschwendet wird bei Staatsinvestitionen insbesondere durch Fehlinvestitionen in überdimensionierte Gebäude (öffentliche Gebäude, Infrastrukturprojekte), beim Staatskonsum etwa durch fehlerhafte Wirtschaftsförderung. Eine Verschwendung von Steuern liegt auch vor, wenn Entwicklungshilfe im Ausland zweckfremd versickert.
Der Bund der Steuerzahler Deutschland veröffentlicht jährlich ein Schwarzbuch über die öffentliche Steuerverschwendung.

## Recht
Verschwendung im Rechtssinne ist der Hang zu unnützen, übermäßigen Ausgaben oder zu wirtschaftlich sinnlosem, unvernünftigen Gebaren aufgrund persönlicher Eigenschaften (Leichtsinn, Liederlichkeit, Prunkliebe, Willensschwäche u. a.). Die Entmündigung des Vaters wegen Verschwendung war im Jahre 1794 im Allgemeinen Landrecht für die Preußischen Staaten (ALR) vorgesehen, wenn das Vermögen durch unbesonnene und unnütze Ausgaben oder durch mutwillige Vernachlässigung beträchtlich gemindert wird (I, II § 30 ALR), was den Verlust der väterlichen Gewalt zur Folge hatte (II, II § 256 ALR).
Im heutigen Güterrecht der Zugewinngemeinschaft wird eine durch Verschwendung verursachte Vermögensminderung gemäß § 1375 Abs. 2 Nr. 2 BGB dem Endvermögen hinzugerechnet. Sie wird nach § 1375 Abs. 3 BGB nur dann nicht dem Endvermögen hinzugerechnet, wenn sie mindestens zehn Jahre vor Beendigung des Güterstands eingetreten ist oder wenn der andere Ehegatte mit der unentgeltlichen Zuwendung oder der Verschwendung einverstanden gewesen ist.

## Zeitverschwendung
Der Grundsatz „Zeit ist Geld“ (englisch time is money) macht die Zeit zu einem Kostenfaktor. Zeitverschwendung liegt in diesem Zusammenhang vor, wenn völlig überflüssige oder sinnlose Tätigkeiten zu viel Arbeits- oder Freizeit in Anspruch nehmen, die anderweitig besser genutzt werden könnte. Zeitmanagement soll dazu verhelfen, Zeitverschwendung zu minimieren oder zu beseitigen. Es bedarf eines Gleichgewichts zwischen der selbstbestimmten und fremdbestimmten Zeit, wobei die Optimierung der selbst bestimmten Zeit ein Maß an Unabhängigkeit und Willensstärke erfordert. Dazu wird für zeitraubende Tätigkeiten („Zeitfresser“ wie etwa Besprechungen, Telefonate, Verhandlungen, Versammlungen) eine Tagesordnung mit Zeitplan aufgestellt, deren Einhaltung mit Selbstdisziplin möglich ist. Diese „Zeitfresser“ bedürfen einer Kosten- und Nutzenplanung, Vorbereitung, Organisation, straffer Gesprächsführung, Arbeitsmethodik und Nachbereitung. Auf Pünktlichkeit ist zu achten, Verspätungen sind zu vermeiden.

## Trivia
Von Pierre-Martial Cibot stammt die Paraphrase: „Was die Verschwendung den Reichen nimmt, gewährt die Sparsamkeit den Armen“.
Das im Internet verwendete Akronym „WOMBAT“ steht für eine Verschwendung von Geld, Gedanken und Zeit (englisch waste of money, brains and time) und ist vor allem in sozialen Netzwerken bekannt.
Verschwendung kann als Sucht vorkommen (Verschwendungssucht).